# 長堀嘉一

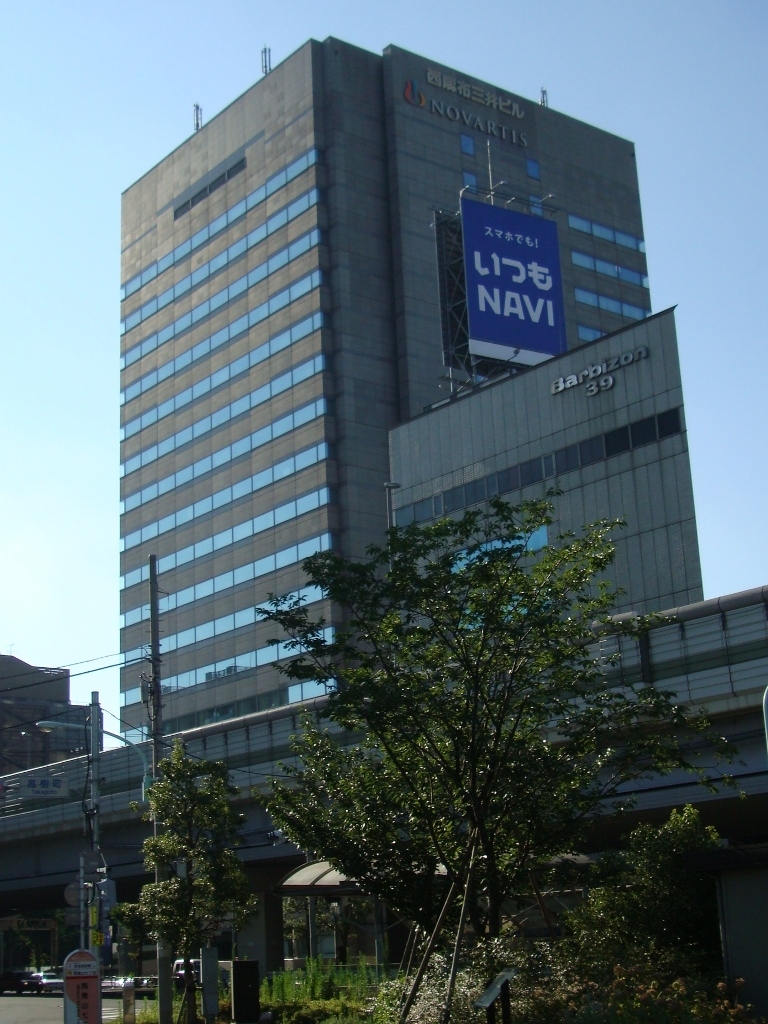

長堀 嘉一（ながほり よしかず、1955年 - ）は、日本の建築家である。日本設計(1982所属〜2021退社)。

## 経歴
宮城県仙台市生まれ。1973年（昭和48年）宮城県仙台第三高等学校卒業。1981年（昭和56年）北海道大学大学院工学研究科修士課程を修了、日本設計入社。

## 主な作品
主な作品に、西麻布三井ビル、幕張WBG、第一生命府中ビル、日鐵NDタワー、三鷹の森ジブリ美術館、六本木ティーキュープ、DNP五反田ビル、表参道Ao、GLAプロジェクト、N2RD、K3RD、札幌10.3RD、札幌4.3RD、札幌5.1-5.2RD等がある。